# Rally di Sanremo 2003
Il Rally di Sanremo 2003, ufficialmente denominato 45º Rallye Sanremo - Rally d'Italia, è stata l'undicesima prova del campionato del mondo rally 2003 nonché la quarantacinquesima edizione del Rally di Sanremo e la trentesima con valenza mondiale. Valida anche come Rally d'Italia, la manifestazione si è svolta dal 3 al 5 ottobre sui tortuosi asfalti che attraversano i territori montuosi della Liguria occidentale a nord della città di Sanremo, che fu come di consueto la sede principale del rally, mentre il parco assistenza per i concorrenti venne allestito a Imperia.
L'evento è stato vinto dal francese Sébastien Loeb, navigato dal monegasco Daniel Elena, alla guida di una Citroën Xsara WRC della squadra ufficiale Citroën Total, in testa dalla prima all'ultima prova speciale e al loro quarto successo in carriera, nonché il terzo in stagione dopo le vittorie ottenute a Monte Carlo e in Germania; precedettero la coppia francese formata da Gilles Panizzi e Hervé Panizzi, su Peugeot 206 WRC della scuderia Marlboro Peugeot Total, e quella composta dall'estone Markko Märtin e dal britannico Michael Park, al volante di una Ford Focus RS WRC 03 del team Ford Rallye Sport.
In Italia si disputava anche la quinta tappa del campionato Junior WRC, che ha visto vincere l'equipaggio costituito dal sanmarinese Mirco Baldacci e dall'italiano Giovanni Bernacchini su Fiat Punto S1600, al loro primo successo stagionale di categoria.

## Dati della prova
| Denominazione ufficiale             | Rallye Sanremo - Rally d'Italia                       |
| Edizione N°                         | 45                                                    |
| Tappa N°                            | 11 di 14                                              |
| Data manifestazione                 | da venerdì 03/10/2003 a domenica 05/10/2003           |
| Sede ospitante                      | Sanremo (provincia di Imperia, Liguria)               |
| Sede parco assistenza               | Imperia (provincia di Imperia, Liguria)               |
| Superficie                          | Asfalto                                               |
| Iscritti                            | 63                                                    |
| Partiti                             | 54                                                    |
| Arrivati                            | 36 (66,7%)                                            |
| Prove speciali                      | 14                                                    |
| Prova più breve                     | 12,40 km (PS1 e PS5: Perinaldo)                       |
| Prova più lunga                     | 52,30 km (PS7 e PS10: Teglia)                         |
| Prova più lenta                     | velocità media di 80,73 km/h (PS14: Colle d'Oggia 2)  |
| Prova più veloce                    | velocità media di 103,05 km/h (PS9: San Bartolomeo 2) |
| Lunghezza prove speciali            | 387,36 km (21,5% della distanza totale)               |
| Lunghezza complessiva trasferimenti | 988,50 km                                             |
| Distanza totale                     | 1375,86 km                                            |

## Itinerario
| Frazione           | Prova  | Ora    | Nome                          | Partenza                      | Arrivo                        | Lunghezza | Totale    |
| ------------------ | ------ | ------ | ----------------------------- | ----------------------------- | ----------------------------- | --------- | --------- |
| Frazione 1 (3 ott) |        | 07:18  | Assistenza – Imperia (20 min) | Assistenza – Imperia (20 min) | Assistenza – Imperia (20 min) | –         | 142,14 km |
| Frazione 1 (3 ott) | PS1    | 07:18  | Perinaldo 1                   | Sanremo                       | Perinaldo                     | 12,40 km  | 142,14 km |
| Frazione 1 (3 ott) | PS2    | 09:26  | Ceppo 1                       | Castel Vittorio               | Sanremo                       | 36,42 km  | 142,14 km |
| Frazione 1 (3 ott) |        | 11:12  | Assistenza – Imperia (20 min) | Assistenza – Imperia (20 min) | Assistenza – Imperia (20 min) | –         | 142,14 km |
| Frazione 1 (3 ott) | PS3    | 12:25  | Cosio 1                       | Cosio di Arroscia             | Pornassio                     | 19,19 km  | 142,14 km |
| Frazione 1 (3 ott) | PS4    | 13:17  | San Bartolomeo 1              | Cesio                         | Vasia                         | 25,31 km  | 142,14 km |
| Frazione 1 (3 ott) |        | 14:34  | Assistenza – Imperia (20 min) | Assistenza – Imperia (20 min) | Assistenza – Imperia (20 min) | –         | 142,14 km |
| Frazione 1 (3 ott) | PS5    | 15:54  | Perinaldo 2                   | Sanremo                       | Perinaldo                     | 12,40 km  | 142,14 km |
| Frazione 1 (3 ott) | PS2    | 16:42  | Ceppo 2                       | Castel Vittorio               | Sanremo                       | 36,42 km  | 142,14 km |
| Frazione 1 (3 ott) |        | 18:28  | Assistenza – Imperia (45 min) | Assistenza – Imperia (45 min) | Assistenza – Imperia (45 min) | –         | 142,14 km |
|                    |        |        |                               |                               |                               |           |           |
| Frazione 2 (4 ott) |        | 07:48  | Assistenza – Imperia (20 min) | Assistenza – Imperia (20 min) | Assistenza – Imperia (20 min) | –         | 149,10 km |
| Frazione 2 (4 ott) | PS7    | 09:20  | Teglia 1                      | Ceriana                       | Rezzo                         | 52,30 km  | 149,10 km |
| Frazione 2 (4 ott) |        | 11:13  | Assistenza – Imperia (20 min) | Assistenza – Imperia (20 min) | Assistenza – Imperia (20 min) | –         | 149,10 km |
| Frazione 2 (4 ott) | PS8    | 12:26  | Cosio 2                       | Cosio di Arroscia             | Pornassio                     | 19,19 km  | 149,10 km |
| Frazione 2 (4 ott) | PS9    | 13:18  | San Bartolomeo 2              | Cesio                         | Vasia                         | 25,31 km  | 149,10 km |
| Frazione 2 (4 ott) |        | 14:20  | Assistenza – Imperia (20 min) | Assistenza – Imperia (20 min) | Assistenza – Imperia (20 min) | –         | 149,10 km |
| Frazione 2 (4 ott) | PS10   | 15:52  | Teglia 2                      | Ceriana                       | Rezzo                         | 52,30 km  | 149,10 km |
| Frazione 2 (4 ott) |        | 17:35  | Assistenza – Imperia (45 min) | Assistenza – Imperia (45 min) | Assistenza – Imperia (45 min) | –         | 149,10 km |
|                    |        |        |                               |                               |                               |           |           |
| Frazione 3 (5 ott) |        | 07:48  | Assistenza – Imperia (20 min) | Assistenza – Imperia (20 min) | Assistenza – Imperia (20 min) | –         | 96,12 km  |
| Frazione 3 (5 ott) | PS11   | 09:12  | Vignai 1                      | Ceriana                       | Badalucco                     | 26,54 km  | 96,12 km  |
| Frazione 3 (5 ott) | PS12   | 09:54  | Colle d'Oggia 1               | Montalto Ligure               | Borgomaro                     | 21,52 km  | 96,12 km  |
| Frazione 3 (5 ott) |        | 11:04  | Assistenza – Imperia (20 min) | Assistenza – Imperia (20 min) | Assistenza – Imperia (20 min) | –         | 96,12 km  |
| Frazione 3 (5 ott) | PS13   | 12:28  | Vignai 2                      | Ceriana                       | Badalucco                     | 26,54 km  | 96,12 km  |
| Frazione 3 (5 ott) | PS12   | 13:10  | Colle d'Oggia 2               | Montalto Ligure               | Borgomaro                     | 21,52 km  | 96,12 km  |
| Frazione 3 (5 ott) |        | 14:10  | Assistenza – Imperia (20 min) | Assistenza – Imperia (20 min) | Assistenza – Imperia (20 min) | –         | 96,12 km  |
| Totale             | Totale | Totale | Totale                        | Totale                        | Totale                        | Totale    | 387,36 km |

## Risultati

### Classifica
| Pos.                         | Nº       | Pilota                | Co-pilota            | Auto                   | Squadra                | Classe    | Tempo     | Distacco | Punti    |
| Generale                     | Generale | Generale              | Generale             | Generale               | Generale               | Generale  | Generale  | Generale | Generale |
| ---------------------------- | -------- | --------------------- | -------------------- | ---------------------- | ---------------------- | --------- | --------- | -------- | -------- |
| 1.                           | 18       | Sébastien Loeb        | Daniel Elena         | Citroën Xsara WRC      | Citroën Total          | WRC       | 4h16'33"7 | –        | 10       |
| 2.                           | 3        | Gilles Panizzi        | Hervé Panizzi        | Peugeot 206 WRC (2002) | Marlboro Peugeot Total | WRC       | 4h17'02"0 | +28"3    | 8        |
| 3.                           | 4        | Markko Märtin         | Michael Park         | Ford Focus RS WRC 03   | Ford Rallye Sport      | WRC       | 4h17'28"3 | +54"6    | 6        |
| 4.                           | 19       | Carlos Sainz          | Marc Martí           | Citroën Xsara WRC      | Citroën Total          | WRC       | 4h19'06"9 | +2'33"2  | 5        |
| 5.                           | 5        | François Duval        | Stéphane Prévot      | Ford Focus RS WRC 03   | Ford Rallye Sport      | WRC       | 4h20'32"6 | +3'58"9  | 4        |
| 6.                           | 17       | Colin McRae           | Derek Ringer         | Citroën Xsara WRC      | Citroën Total          | WRC       | 4h20'57"5 | +4'23"8  | 3        |
| 7.                           | 2        | Richard Burns         | Robert Reid          | Peugeot 206 WRC (2002) | Marlboro Peugeot Total | WRC       | 4h23'43"2 | +7'09"5  | 2        |
| 8.                           | 20       | Philippe Bugalski     | Jean-Paul Chiaroni   | Citroën Xsara WRC      | Citroën Total          | WRC       | 4h23'46"3 | +7'12"6  | 1        |
| 9.                           | 23       | Cédric Robert         | Gérald Bedon         | Peugeot 206 WRC (2001) | Équipe de France FFSA  | WRC       | 4h23'59"4 | +7'25"7  | -        |
| 10.                          | 8        | Tommi Mäkinen         | Kaj Lindström        | Subaru Impreza WRC2003 | 555 Subaru WRT         | WRC       | 4h24'05"9 | +7'32"2  | -        |
| Campionato piloti Junior WRC |          |                       |                      |                        |                        |           |           |          |          |
| 1. (16.)                     | 51       | Mirco Baldacci        | Giovanni Bernacchini | Fiat Punto S1600       | -                      | A6 / JWRC | 4h43'22"6 | –        | 10       |
| 2. (18.)                     | 69       | Salvador Cañellas Jr. | Xavier Amigò Colón   | Suzuki Ignis S1600     | -                      | A6 / JWRC | 4h48'44"4 | +5'21"8  | 8        |
| 3. (21.)                     | 57       | Dimităr Iliev         | Petăr Sivov          | Peugeot 206 S1600      | -                      | A6 / JWRC | 4h50'02"1 | +6'39"5  | 6        |
| 4. (23.)                     | 64       | Ville-Pertti Teuronen | Harri Kaapro         | Suzuki Ignis S1600     | -                      | A6 / JWRC | 4h52'01"8 | +8'39"2  | 5        |
| 5. (25.)                     | 76       | Luca Cecchettini      | Marco Muzzarelli     | Fiat Punto S1600       | -                      | A6 / JWRC | 4h55'07"8 | +11'45"2 | 4        |
| 6. (28.)                     | 70       | Guy Wilks             | Phil Pugh            | Ford Puma S1600        | -                      | A6 / JWRC | 5h00'33"0 | +17'10"4 | 3        |
| 7. (32.)                     | 65       | Abdo Feghali          | Joseph Matar         | Ford Puma S1600        | -                      | A6 / JWRC | 5h02'40"6 | +19'18"0 | 2        |

| Principali ritiri | Principali ritiri | Principali ritiri | Principali ritiri      | Principali ritiri      | Principali ritiri      | Principali ritiri | Principali ritiri                 | Principali ritiri |
| PS                | Nº                | Pilota            | Co-pilota              | Auto                   | Squadra                | Classe            | Causa                             | Pos.              |
| ----------------- | ----------------- | ----------------- | ---------------------- | ---------------------- | ---------------------- | ----------------- | --------------------------------- | ----------------- |
| PS 2              | 15                | Toni Gardemeister | Paavo Lukander         | Škoda Fabia WRC        | Škoda Motorsport       | WRC               | Incidente                         | 16º               |
| PS 4              | 6                 | Mikko Hirvonen    | Jarmo Lehtinen         | Ford Focus RS WRC 02   | Ford Rallye Sport      | WRC               | Motore (cinghia di distribuzione) | 15º               |
| PS 6              | 71                | Urmo Aava         | Kuldar Sikk            | Suzuki Ignis S1600     | -                      | A6 / JWRC         | Semiasse                          | 25º               |
| PS 7              | 7                 | Petter Solberg    | Phil Mills             | Subaru Impreza WRC2003 | 555 Subaru WRT         | WRC               | Carburante esaurito               | 8º                |
| PS 7              | 52                | Daniel Carlsson   | Mattias Andersson      | Suzuki Ignis S1600     | -                      | A6 / JWRC         | Incidente                         | 19º               |
| PS 7              | 61                | Brice Tirabassi   | Jacques-Julien Renucci | Renault Clio S1600     | -                      | A6 / JWRC         | Problemi elettrici                | 41º               |
| PS 11             | 74                | Kris Meeke        | Chris Patterson        | Opel Corsa S1600       | -                      | A6 / JWRC         | Incidente                         | 18º               |
| PS 14             | 1                 | Marcus Grönholm   | Timo Rautiainen        | Peugeot 206 WRC (2002) | Marlboro Peugeot Total | WRC               | Ruota persa                       | 3º                |

Legenda
| Icona | Classe                                                                                  |
| ----- | --------------------------------------------------------------------------------------- |
| WRC   | Equipaggio di classe A8 che può conquistare punti per il campionato costruttori WRC     |
| WRC   | Equipaggio di classe A8 che non può conquistare punti per il campionato costruttori WRC |
| PWRC  | Equipaggio registrato al campionato PWRC                                                |
| JWRC  | Equipaggio registrato al campionato Junior WRC                                          |
|       | Ulteriori classificazioni                                                               |

### Prove speciali
| Frazione           | Prova | Ora   | Nome             | Lunghezza | Vincitori                    | Tempo   | Velocità media | Leader del rally            |
| ------------------ | ----- | ----- | ---------------- | --------- | ---------------------------- | ------- | -------------- | --------------------------- |
| Frazione 1 (3 ott) | PS1   | 07:18 | Perinaldo 1      | 12,40 km  | Sébastien Loeb Daniel Elena  | 7'56"2  | 93,74 km/h     | Sébastien Loeb Daniel Elena |
| Frazione 1 (3 ott) | PS2   | 09:26 | Ceppo 1          | 36.42 km  | Sébastien Loeb Daniel Elena  | 24'05"5 | 90,70 km/h     | Sébastien Loeb Daniel Elena |
| Frazione 1 (3 ott) | PS3   | 12:25 | Cosio 1          | 19,19 km  | Markko Märtin Michael Park   | 11'56"3 | 96,45 km/h     | Sébastien Loeb Daniel Elena |
| Frazione 1 (3 ott) | PS4   | 13:17 | San Bartolomeo 1 | 25,31 km  | Markko Märtin Michael Park   | 14'47"2 | 102,70 km/h    | Sébastien Loeb Daniel Elena |
| Frazione 1 (3 ott) | PS5   | 15:54 | Perinaldo 2      | 12,40 km  | Sébastien Loeb Daniel Elena  | 7'45"6  | 95,88 km/h     | Sébastien Loeb Daniel Elena |
| Frazione 1 (3 ott) | PS6   | 16:42 | Ceppo 2          | 36,42 km  | Sébastien Loeb Daniel Elena  | 23'38"7 | 92,42 km/h     | Sébastien Loeb Daniel Elena |
|                    |       |       |                  |           |                              |         |                | Sébastien Loeb Daniel Elena |
| Frazione 2 (4 ott) | PS7   | 09:20 | Teglia 1         | 52,30 km  | Markko Märtin Michael Park   | 35'01"7 | 89,58 km/h     | Sébastien Loeb Daniel Elena |
| Frazione 2 (4 ott) | PS8   | 12:26 | Cosio 2          | 19,19 km  | Markko Märtin Michael Park   | 11'51"3 | 97,12 km/h     | Sébastien Loeb Daniel Elena |
| Frazione 2 (4 ott) | PS9   | 13:18 | San Bartolomeo 2 | 25,31 km  | Markko Märtin Michael Park   | 14'44"2 | 103,05 km/h    | Sébastien Loeb Daniel Elena |
| Frazione 2 (4 ott) | PS10  | 15:52 | Teglia 2         | 52,30 km  | Markko Märtin Michael Park   | 34'48"6 | 90,15 km/h     | Sébastien Loeb Daniel Elena |
|                    |       |       |                  |           |                              |         |                | Sébastien Loeb Daniel Elena |
| Frazione 3 (5 ott) | PS11  | 09:12 | Vignai 1         | 26,54 km  | Sébastien Loeb Daniel Elena  | 18'00"7 | 88,41 km/h     | Sébastien Loeb Daniel Elena |
| Frazione 3 (5 ott) | PS12  | 09:54 | Colle d'Oggia 1  | 21,52 km  | Markko Märtin Michael Park   | 13'58"7 | 92,37 km/h     | Sébastien Loeb Daniel Elena |
| Frazione 3 (5 ott) | PS13  | 12:28 | Vignai 2         | 26,54 km  | Gilles Panizzi Hervé Panizzi | 19'42"6 | 80,79 km/h     | Sébastien Loeb Daniel Elena |
| Frazione 3 (5 ott) | PS14  | 13:10 | Colle d'Oggia 2  | 21,52 km  | Gilles Panizzi Hervé Panizzi | 15'59"6 | 80,73 km/h     | Sébastien Loeb Daniel Elena |

## Classifiche mondiali
Classifica piloti
| Pos. | Pos. | Pilota             | Punti |
| ---- | ---- | ------------------ | ----- |
| 1    |      | Richard Burns      | 57    |
| 2    | 2    | Sébastien Loeb     | 55    |
| 3    |      | Carlos Sainz       | 53    |
| 4    | 2    | Petter Solberg     | 48    |
| 5    | 1    | Markko Märtin      | 43    |
| 6    | 1    | Marcus Grönholm    | 38    |
| 7    |      | Colin McRae        | 36    |
| 8    |      | Tommi Mäkinen      | 21    |
| 9    |      | Harri Rovanperä    | 18    |
| 10   |      | François Duval     | 15    |
| 11   | 1    | Gilles Panizzi     | 14    |
| 12   | 1    | Toni Gardemeister  | 9     |
| 13   |      | Didier Auriol      | 4     |
| 14   |      | Mikko Hirvonen     | 3     |
| 15   |      | Cédric Robert      | 3     |
| 16   |      | Alister McRae      | 3     |
| 17   |      | Armin Schwarz      | 3     |
| 18   |      | Janne Tuohino      | 2     |
| 19   |      | Freddy Loix        | 1     |
| 20   |      | Alistair Ginley    | 1     |
| 21   |      | Sebastian Lindholm | 1     |
| 21   | N    | Philippe Bugalski  | 1     |

Classifica costruttori WRC
| Pos. | Pos. | Squadra                  | Punti |
| ---- | ---- | ------------------------ | ----- |
| 1    | 1    | Citroën Total            | 125   |
| 2    | 1    | Marlboro Peugeot Total   | 121   |
| 3    |      | 555 Subaru WRT           | 76    |
| 4    |      | Ford Rallye Sport        | 71    |
| 5    |      | Škoda Motorsport         | 21    |
| 6    |      | Hyundai World Rally Team | 12    |